# Mycoplasma oxoniensis
Mycoplasma oxoniensis è una specie di batterio appartenente alla famiglia delle Mycoplasmataceae.